# Пожежа в Мінську (1881)

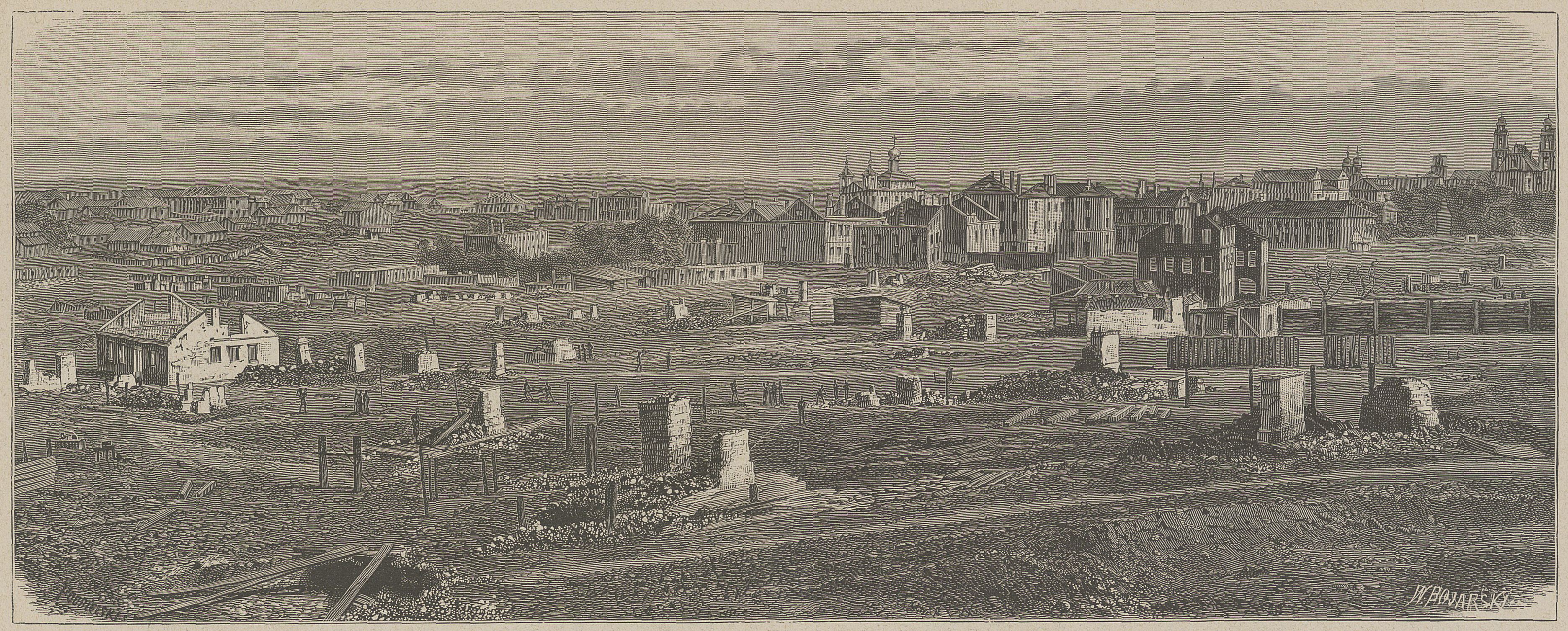
Панорама Романівської Слободи після пожежі, вдалині Раковське передмістя, Низький і Високий Ринки

Пожежа 1881 року в Мінську — сильна пожежа, що сталася 21-22 червня 1881 року в місті Мінськ і знищила половину дерев'яної забудови міста.

## Історія
Місто вже постраждало від пожежі 1877 року. Новій пожежі передував цілий місяць посухи. Пожежа почалася 21 червня 1881 року на Замковій горі в найстарішій частині міста, майже всі проекти якої нехтували Будівельний Статутут. О 10:30 на пожежній каланчі подали сигнал, який сповістив про пожежу в 1-й частині міста. На розі вулиць Койданова та Богадзельної горіли склади скипидару, смоли, масла та інших товарів. Спільними зусиллями прибулих на місце події міських та вольнай пажарных каманд  вдалося за годину локалізувати пожежу.
Гасіння ще тривало, коли о 12.20 дзвін із дзвіниці сповістив про нову пожежу. Прибувши зв'язківець повідомив, що горить вже одночасно в 3-4 різних місцях. Відділення міської дружини залишили на вулиці Койдановаській, а всі сили вогнеборців скерували на нове місце. Над II частиною міста вже піднімалися стовпи густого чорного диму, освітлюваного знизу яскраво-червоним полум'ям. Горіли квартали між вулицями М'ясницькою, Замковою, Завальною та однойменними провулками, майже повністю забудовані старовинними дерев'яними будинками, що стояли впритул один до одного. Прибувши на місце події, пожежників з усіх боків зустрічало море вогню, кожні 10 хвилин полум'я охоплювало 200-300 квадратних саженів дерев'яних будівель. Вода, яку викидали насоси, випаровувалася від жару, не досягаючи полум'я. Погорільці, рятуючи своє майно, перешкоджали руху транспорту, а вулиці були всіяні викинутим із будинків майном, яке теж почало горіти. Коні команд, які підвозили бочки з водою, не могли дістатися до насосів, вони кидалися вбік, перекидаючи віз, калічили себе та службовців. Тим часом полум'я пішло в тил, поширилося на протилежні квартали. Сильний вітер перетворився на справжній шторм. Пожежі спалахували в дуже віддалених місцях.
Міські акведуки були виснажені, а доставка води з річки йшла надто повільно. Мешканці, які хоч якось допомагали з доставкою води, розбіглися, боячись згоріти живцем, на своїх місцях залишилися лише пожежники. До 3-ї години полум'я перетворилося на страшний вогняний потік, який все більше охоплював найбільш населену та комерційну частину міста. Поїзд міської бригади опинився у вогняному тупику на одній із вулиць, де згоріли дві помпи та буквально дивом зумів витягнути пожежників та коней, а через годину згорів насос, драбини та бочки пожежної роти. потрапив у вогняну пастку.
Станом на 19:00 вогнем було охоплено 19 кварталів на просторі від вулиці Великої Татарської до широкої смуги, що проходить через вулицю Захар'євську. Місто горіло майже добу, 22 червня Мінськ представляв собою картину жахливої руйнації похмурих руїн.

## Збитки

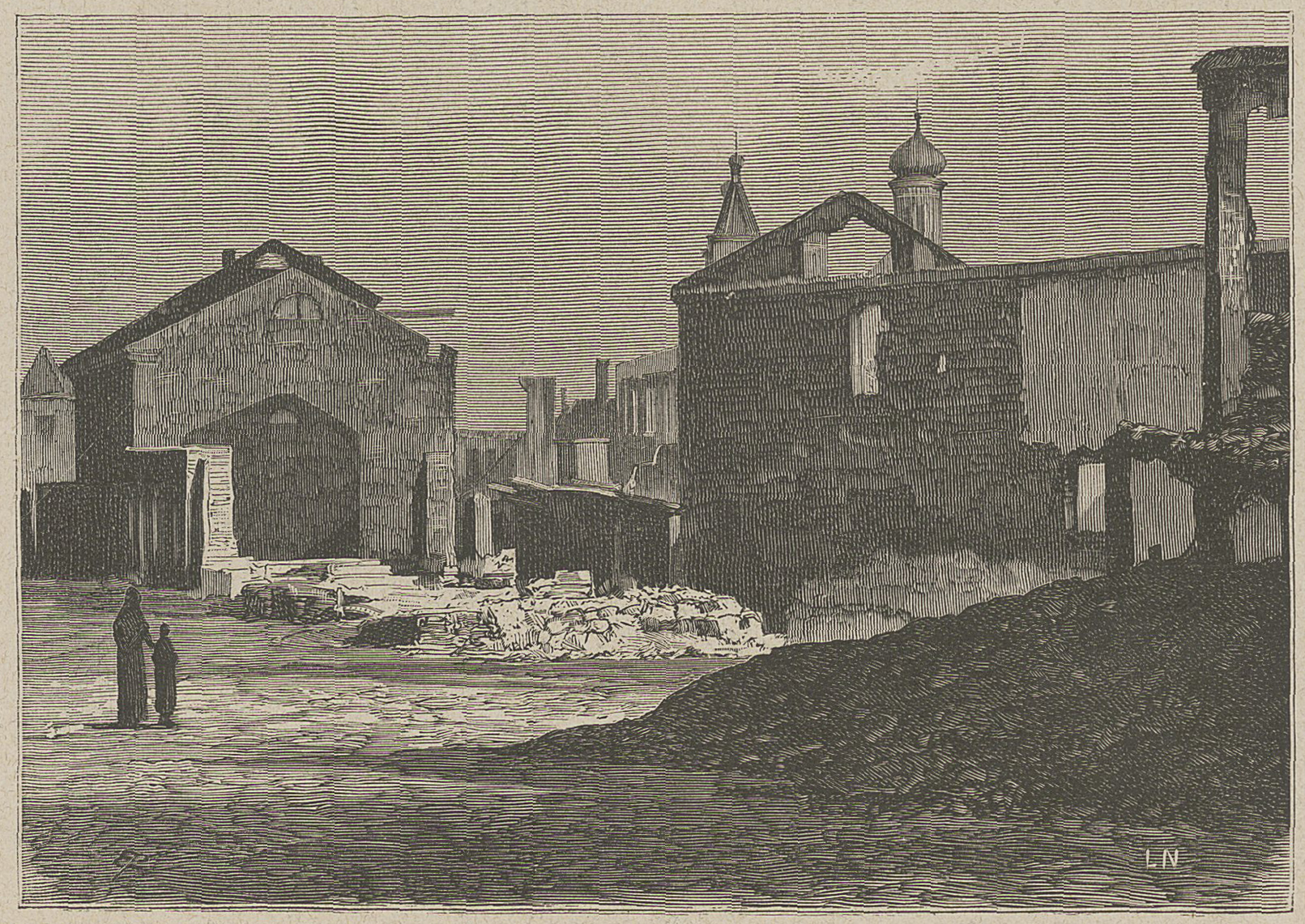
Вулиця Койданівська після пожежі, на задньому плані вежа вцілілого Катерининського собору

Усе ваколіцы ад Татарскай Слабады да Захар’еўскай вуліцы ўяўлялі сабой суцэльныя выпаленыя разваліны. Левы бок Нізкага Рынку, Цёмных Крам, уся Кацярынінская, Койданаўская, Турэмная і Багадзельная вуліца выгарэлі. Згарэлі 742 жылыя дамы з усімі пабудовамі і 321 гарадскі будынак, у тым ліку 8 урадавых устаноў. Згарэлі сярод іншых Паштовая кантора, Кантрольная палата, Вайсковая прысутнасць, гарадское чатырохкласнае вучылішча, яўрэйскія сінагогі і будынкі прытулку Кацярынінскага сабора. Сама Кацярынінская царква цудам ацалела.
З одного боку вогонь зупинився на флігелі духовної школи, який згорів, але сама школа, завдяки своїй висоті, вціліла. Це також запобігло руйнуванню будівель палати депутатів, казначейства, Маріанського костела та будинку губернатора.

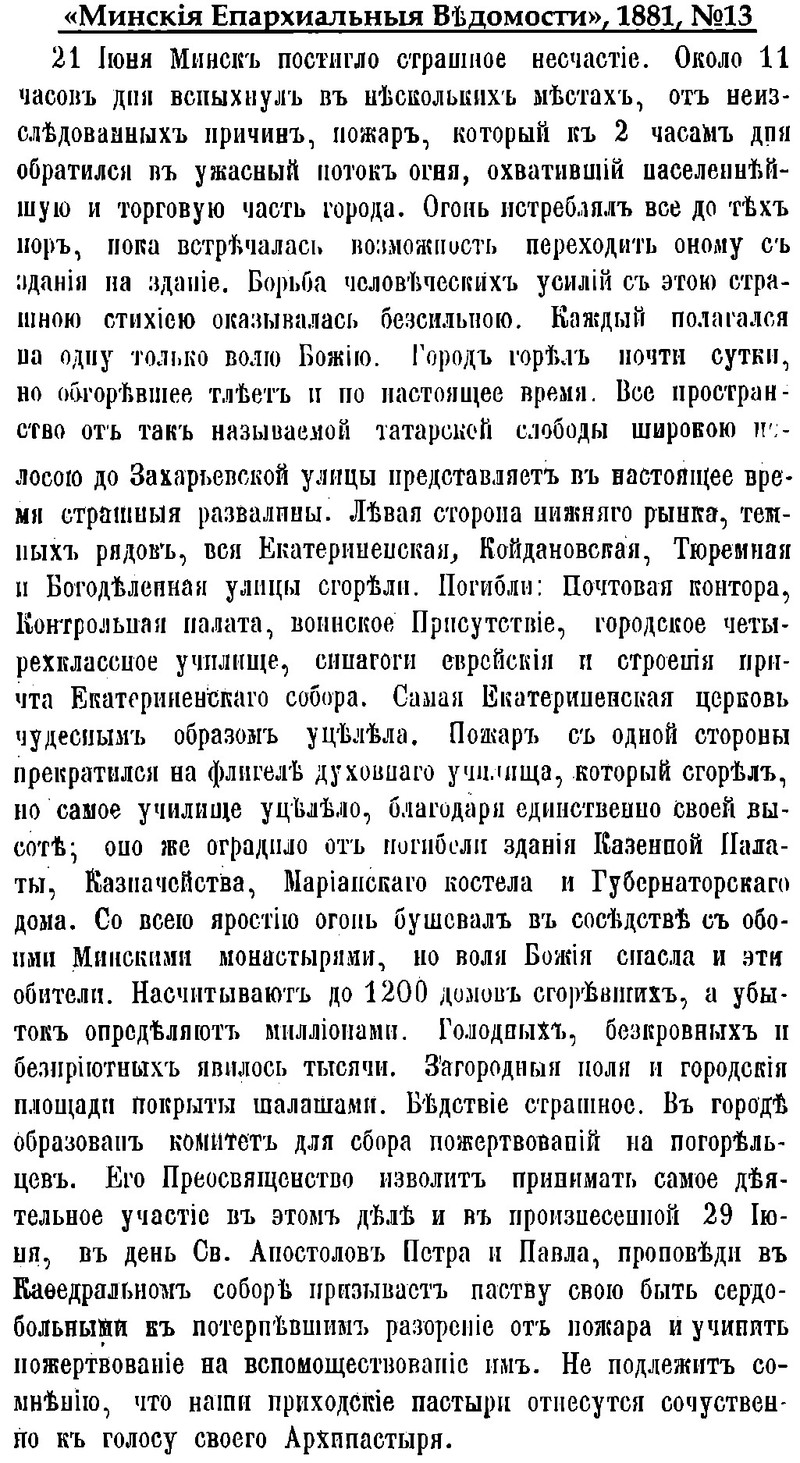
Повідомлення про пожежу 21 червня 1881 року в газеті « Мінські єпархіальні відомості»

| Ліві лапки | Мінск ператвораны ў руіны і попел, сярод якіх, як сімвал надзеі, над развалінамі ўзвышаюцца ацалелыя храмы, а там, дзе ёсць храм, там — жыццё ў век не загасне. Горад верыць у сваю зорку і ўжо зноў адраджаецца, як фенікс з попелу. | Праві лапки |

## Наслідки
| Ліві лапки | Катастрафічны пажар знішчыў значную і найбольш населеную частку горада і разладзіў сілы і сродкі гарадской пажарнай каманды, працамі Вашымі і грашовымі ахвяраваннямі жыхароў горада толькі што прыведзенай у той добры від, у якім яна, відаць, яшчэ ніколі не была… З прычыны гэтага, самым надзённым пытаннем з’яўляецца пытанне аб забудове пагарэлай часткі горада, што займае велізарную прастору. Для гэтага існуе Найвышэйша зацверджаны план, выкананне якога абавязкова. У плане гэтым, складзеным паводле дзеючага размяшчэння вуліц, азначана частка горада, якая падлеглая забудове камяніцамі, а самі вуліцы нанесены як яны былі ў час складання плана, а, такім чынам, з прычыны таго, што горад забудоўваўся сам сабой у той час, калі ніякага плана яшчэ не было, дзякуючы гэтаму на месцы і па плане былі вуліцы вузкія і крывыя, якія перашкаджалі не толькі свабоднаму руху пажарных каманд, але і наогул усялякаму руху, а галоўнае — што робяць немагчымым сістэматычную забудову. | Праві лапки |

Голові міста було доручено негайно приступити до розробки пропозицій щодо внесення змін до плану Мінська 1873 р., а також розробити і видати обов'язкові правила, без яких, на думку губернатора, немислимий захист жителів від подібних катастроф у майбутньому. До зміни у складі попереднього плану доручається:
- 1) розширити частину міста, що підлягає забудові, цегляною забудовою, приєднавши до неї згарище, яке розташоване між вулицями Серпухавською, Немігською, Богадзельною та Захар’євською, до Тюремного замку ; до цього також додайте частину інтервалу між p. Свіслоч та вул. Болотною, від місця біля Тавкучого ринку до вул. Хрищенська ;
- 2) при прокладанні вулиць і створенні площ:
  - а) повністю знищити криву і вузьку вулицю. Завальна та однойменний провулок, замість цього продовжують вул. Шкільної на Замкову в прямому напрямку з прокладанням нової прямолінійної вулиці для сполучення Замкової та Раковської, початком цієї вулиці має служити вул. Завальна від її зв'язку із Замкавою;
  - б) розширити територію Рибного ринку шляхом знесення будинків, розташованих між ним та вул. Школа;
  - в) щоб уникнути скупчення торгівлі та сприяти зручності міста, яке будується переважно біля залізничних вокзалів, розглянути можливість створення нового ярмарку біля Віленського залізничного вокзалу;
  - г) зміна течії річки. Неамиги, яка обмежує сполучення по вул. Завальна та Немігська, шляхом створення закритого дренажного каналу.

Проект надіслали до МВС, і хоча на його узгодження зайняло більше року, згідно з ним розпочинаються роботи зі зміни вуличної мережі, доведення вулиць до нормативної ширини 10 сажнів, а також над реставрацією будинків, що не підлягають знесенню через розширення площі.
У 1882 році міська управа підготувала збірник розпоряджень під назвою «Обов'язкові правила для жителів Мінська», опублікований у газеті «Минские губернские ведомости» і в додатку до Пам'ятної книжки Мінської губернії за 1883 рік. Збірник включав такі правила як: «По часті будівельній для цегляного кварталу м. Мінська»; «Про місця, де не допускається зберігання легкозаймистих матеріалів, а також дров, сіна, соломи, олії»; «Про проведення запобіжних заходів проти пожеж»; «Про нічних сторожів»; «Про міських сажотрусів»; «Про порядок утримання готелів і пансіонатів»; «Про порядок упорядкування тротуарів та утримання їх у належному стані»; «Правила користування водою» та ряд інших. За зверненнями мешканців було прийнято декілька постанов, які стали правилами. Однак не всі вимоги безпеки знайшли відображення в регламенті. У квітні 1895 року Московське архітектурне товариство розповсюдило для міських адміністрацій збірник доповідей, розглянутих на II з'їзді російських дойлів, серед яких була праця професора архітектури К. Биковськог «Про методи введення в дію обов'язкових постанов» із пропозицією розпорядження, коли заселення новозбудованих будинків допускатиметься лише після їх перевірки на предмет правильності будівництва, пожежної і санітарної безпеки. Однак це нововведення було відхилено на засіданні Думи.
Громадська рада міста вирішила утворити чотири постійні комісії для постійного контролю за точним виконанням норм Будівельного статуту в окремих районах міста. Членам комісій було доручено: обстежити всі будівлі в місті та їх внутрішні частини; запропонувати власникам будинків знести ті споруди, яким через вік загрожує руйнування; примушування домовласників негайно знищувати дерев’яні сходи в цегляних будинках; перевірити брандмауери і змусити домовласників зробити такі через весь дах на 3/4 аршина над ним і завтовшки не менше півтори цеглини тощо. Під час перевірок комісіям доручено розглянути план міста та внести пропозиції щодо його розширення, а також прокладання по вулицях мережі магістральних труб міського водопроводу та створення кінно-залізничних колій.
Власників будинків також не залишають осторонь питання безпеки. Завдяки зусиллям ініціативної групи почало свою діяльність «Мінське міське товариство взаємного страхування від пожеж». За результатами діяльності «пожежного товариства», як його називали, за п’ять років до 1887 року при укладанні договорів страхування воно забезпечило проведення протипожежних заходів у 554 дворах.
Швидке зростання міста зафіксовано в «Плані губернського міста Мінська...», створеному 1888 року. До 1890 року було складено топографічний поквартальний опис земель міста та прилеглих територій. Серед перших під житлове будівництво відвели 596 кварталів. Проте більшість ділянок щойно виставили на продаж для охочих будуватися. Вільні землі тимчасово віддавали мітингам або містечкам.